# The Very Best of (album Bajm)
The Very Best of – pierwsza składanka zespołu Bajm, wydana w 1992 roku przez wytwórnię Intersonus. Na płycie znalazły się przeboje głównie z lat 80 oraz utwór „Piechotą do lata” nieopublikowany wcześniej na jakimkolwiek wydawnictwie zespołu.

## Lista utworów
1. „Piechotą do lata” (J. Kozidrak, B. Kozidrak) – 3:00
2. „W drodze do jej serca” (J. Kozidrak, B. Kozidrak) – 5:00
3. „Czary mary” (J. Kozidrak, B. Kozidrak) – 3:05
4. „Różowa kula” (J. Kozidrak, B. Kozidrak) – 5:05
5. „Nie ma wody na pustyni” (J. Kozidrak, B. Kozidrak) – 3:55
6. „Małpa i ja” (J. Kozidrak, B. Kozidrak) – 5:45
7. „Piramidy na niby” (B. Kozidrak) – 4:00
8. „Płynie w nas gorąca krew” (J. Kozidrak, B. Kozidrak) – 4:00
9. „Diament i sól” (A. Pietras, B. Kozidrak) – 4:05
10. „Wielka inwazja” (J. Kozidrak, B. Kozidrak) – 4:50
11. „Nagie skały” (A. Pietras, B. Kozidrak) – 4:50
12. „Miłość nie umiera” (A. Pietras, B. Kozidrak) – 5:35
13. „Biała armia” (A. Abramek, P. Sot, B. Kozidrak) – 4:30